# Indiga (osiedle)
Indiga (ros. Индига) – osiedle w Rosji, w obwodzie archangielskim, w Nienieckim Okręgu Autonomicznym, w rejonie zapolarnym, na brzegu Zatoki Czoskiej, u ujścia rzeki Indiga do Morza Barentsa, ośrodek administracyjny sielsowietu timanskiego. W 2010 roku liczyła 632 mieszkańców. Położona jest około 230 km na zachód od Narjan-Maru.

## Peczora LNG
W pobliżu Indygi znajdują się pola gazowe Kumżinskoje i Korowinskoje. W związku z planami ich eksploatacji powstał projekt "Peczora LNG", zakładający budowę terminala LNG. Głównym pomysłodawcą i realizatorem jest spółka Alltech, posiadająca koncesję na wydobycie gazu z ww. pól. W 2015 do projektu włączył się Rosnieft, kupując 51% akcji Alltechu. Było to również wymagane, ponieważ prawo z 2013 roku stanowi, że tylko Rosnieft, Gazprom i Novatek mogą eksportować LNG z Rosji. We wrześniu 2018 Rosnieft wycofał się z projektu, sprzedając akcje singapurskiej spółce CH Gas Pte ltd.
Wybudowany w ramach projektu port miał nie tylko obsługiwać paliwa płynne, ale też ruch kontenerowy. Planowane było również połączenie go z siecią kolejową.
W 2020 roku ogłoszono, że projekt skoncentruje się na produkcji metanolu.